# Armando Monteiro Filho
Armando de Queiroz Monteiro Filho CavMM (Recife, 11 de setembro de 1925 — Recife, 2 de janeiro de 2018) foi um engenheiro e político brasileiro filiado ao Movimento Democrático Brasileiro (MDB). Foi ministro da Agricultura durante o Governo João Goulart. Pelo Pernambuco, foi deputado federal e estadual, além de secretário de Viação e Obras Públicas.
Filho de Armando de Queiroz Monteiro e de Maria José Dourado de Queiroz Monteiro. Estudou engenharia na Universidade do Recife, ingressando em 1945. Participou ativamente da política estudantil, tendo sido eleito deputado estadual por Pernambuco, em 1950, pelo PSD. Não conseguiu assumir devido ao parentesco com o então governador do estado, Agamenon Magalhães, que era seu sogro.
Em 1954 foi eleito o deputado federal mais votado em Pernambuco.
Foi ministro da agricultura no governo de João Goulart, de 8 de setembro de 1961 a 26 de junho de 1962, nomeado pelo então primeiro-ministro Tancredo Neves.
Foi candidato ao governo de Pernambuco, em 1962, sendo derrotado por Miguel Arraes. Durante a ditadura foi filiado ao MDB, tendo depois se transferido para o PDT.
Voltou a concorrer na política em 1994, e como candidato ao senado foi derrotado. Em 1998 transferiu-se para o PMDB.
Em 2002, Armando Monteiro foi admitido à Ordem do Mérito Militar no grau de Cavaleiro especial pelo presidente Fernando Henrique Cardoso.
É pai do ex-senador Armando Monteiro Neto.